# WTA Sopot
Das WTA Sopot (offiziell Idea Prokom Open) war ein Damen-Tennisturnier der WTA Tour, das von 1998 bis 2004 in der polnischen Stadt Sopot ausgetragen wurde. 

## Siegerliste

### Einzel
| Jahr                    | Siegerin                | Finalgegnerin    | Ergebnis         |
| ----------------------- | ----------------------- | ---------------- | ---------------- |
| ↓ Kategorie: Tier IV ↓  |                         |                  |                  |
| 1998                    | Henrieta Nagyová        | Elena Wagner     | 6:3, 5:7, 6:1    |
| ↓ Kategorie: Tier III ↓ |                         |                  |                  |
| 1999                    | Conchita Martínez       | Karina Habšudová | 6:1, 6:1         |
| 2000                    | Anke Huber              | Gala León García | 7:64, 6:3        |
| 2001                    | Cristina Torrens Valero | Gala León García | 6:2, 6:2         |
| 2002                    | Dinara Safina           | Henrieta Nagyová | 6:3, 4:0 Aufgabe |
| 2003                    | Anna Pistolesi          | Klára Koukalová  | 6:2, 6:0         |
| 2004                    | Flavia Pennetta         | Klára Koukalová  | 7:5, 3:6, 6:3    |

### Doppel
| Jahr                    | Siegerinnen                                 | Finalgegnerinnen                         | Ergebnis |
| ----------------------- | ------------------------------------------- | ---------------------------------------- | -------- |
| ↓ Kategorie: Tier IV ↓  |                                             |                                          |          |
| 1998                    | Květa Hrdličková Helena Vildová             | Åsa Carlsson Seda Noorlander             | 6:3, 6:2 |
| ↓ Kategorie: Tier III ↓ |                                             |                                          |          |
| 1999                    | Laura Montalvo Paola Suárez                 | Gala León García María Sánchez Lorenzo   | 6:4, 6:3 |
| 2000                    | Virginia Ruano Pascual Paola Suárez         | Åsa Carlsson Rita Grande                 | 7:5, 6:1 |
| 2001                    | Joannette Kruger Francesca Schiavone        | Julija Bejhelsymer Anastassija Rodionowa | 6:4, 6:0 |
| 2002                    | Svetlana Kuznetsova Arantxa Sánchez Vicario | Jewgenija Kulikowskaja Ekaterina Sysoeva | 6:2, 6:2 |
| 2003                    | Tetjana Perebyjnis Silvija Talaja           | Maret Ani Libuše Průšová                 | 6:4, 6:2 |
| 2004                    | Nuria Llagostera Vives Marta Marrero        | Klaudia Jans Alicja Rosolska             | 6:4, 6:3 |